# کشانژنگچکی
کشانژنگچکی (به لهستانی:  Książniczki) یک روستا در لهستان است که در گمینا میخاووویتسه (استان لهستان کوچک‌تر) واقع شده‌است.
 کشانژنگچکی  ۲۸۰ نفر جمعیت دارد.